# Graziano Messana

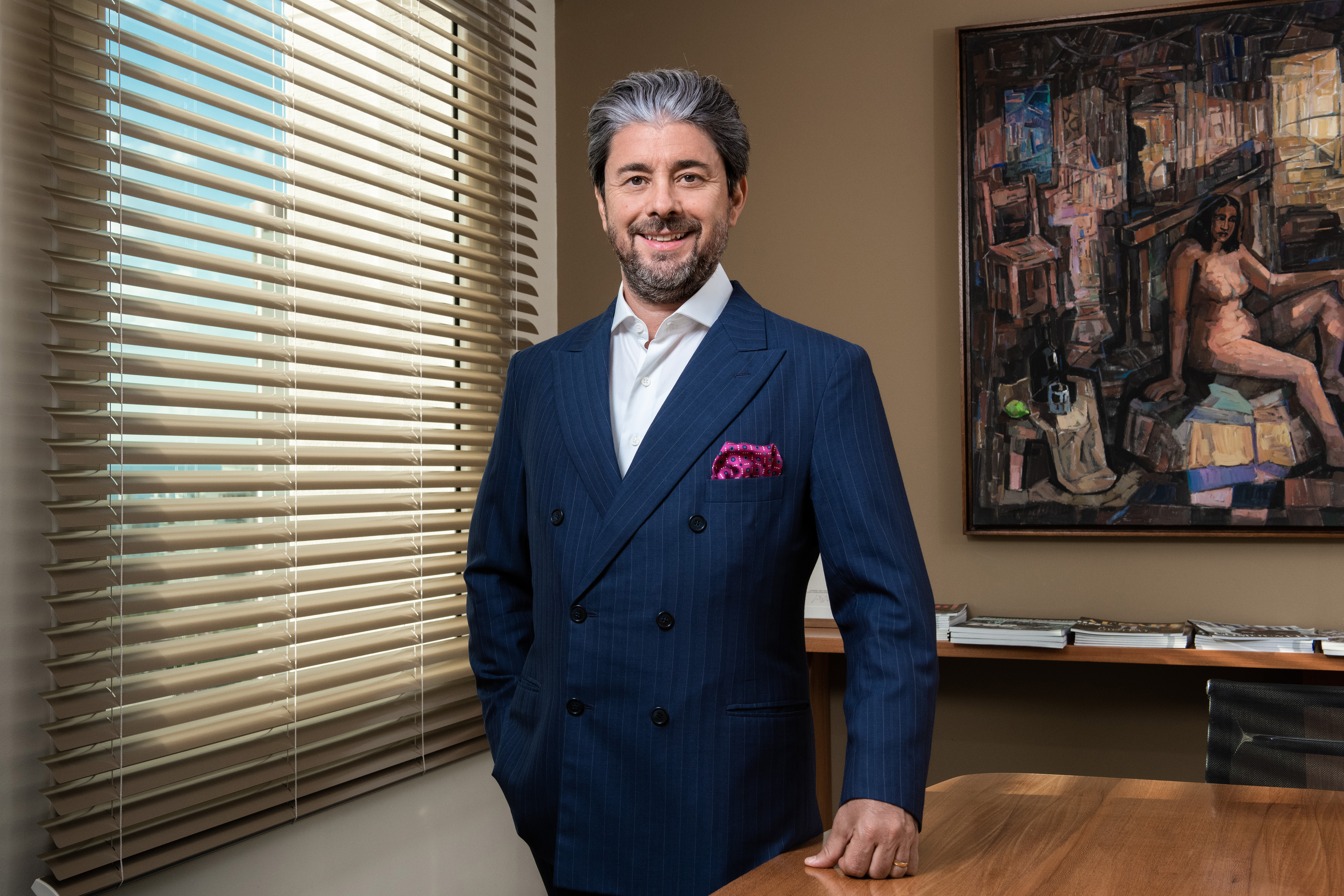
Graziano Messana em 2024

Graziano Messana, (Érice, Itália 17 maggio 1975), ORB, OMRI, OSI, é um empresário italiano, professor universitário e presidente da Câmara de Comércio Italiana de São Paulo e da Eurocâmaras.

## Biografia
Formado em Economia pela LUISS G. Carli de Roma, iniciou sua carreira nos setor financeiro e em 2006 mudou-se para São Paulo onde continuou atuando no setor.
Em 2020 foi eleito Presidente da Câmara de Comércio Italiana de São Paulo, entidade fundada em 1903, e em 2023 assumiu a presidência da Eurocâmaras, Câmara que reúne todos os estados membros da União Europeia no Brasil.
É coordenador do Guia de Investimentos no Brasil da Embaixada da Itália em Brasília.
É professor visitante nos cursos de MBA da LUISS G. Carli .
É membro de diversos conselhos de administração de empresas brasileiras e internacionais e atua pro bono em varias entidades sem fins lucrativos.

## Condecorações
| Insígnia | País   | Honra                                              | Data |
| -------- | ------ | -------------------------------------------------- | ---- |
|          | Itália | Cavaleiro da Ordem do Mérito da República Italiana | 2019 |
|          | Brasil | Comendador da Ordem de Rio Branco                  | 2021 |
|          | Itália | Comendador da Ordem da Estrela da Itália           | 2022 |